# César (prénom)
Pour les articles homonymes, voir César.

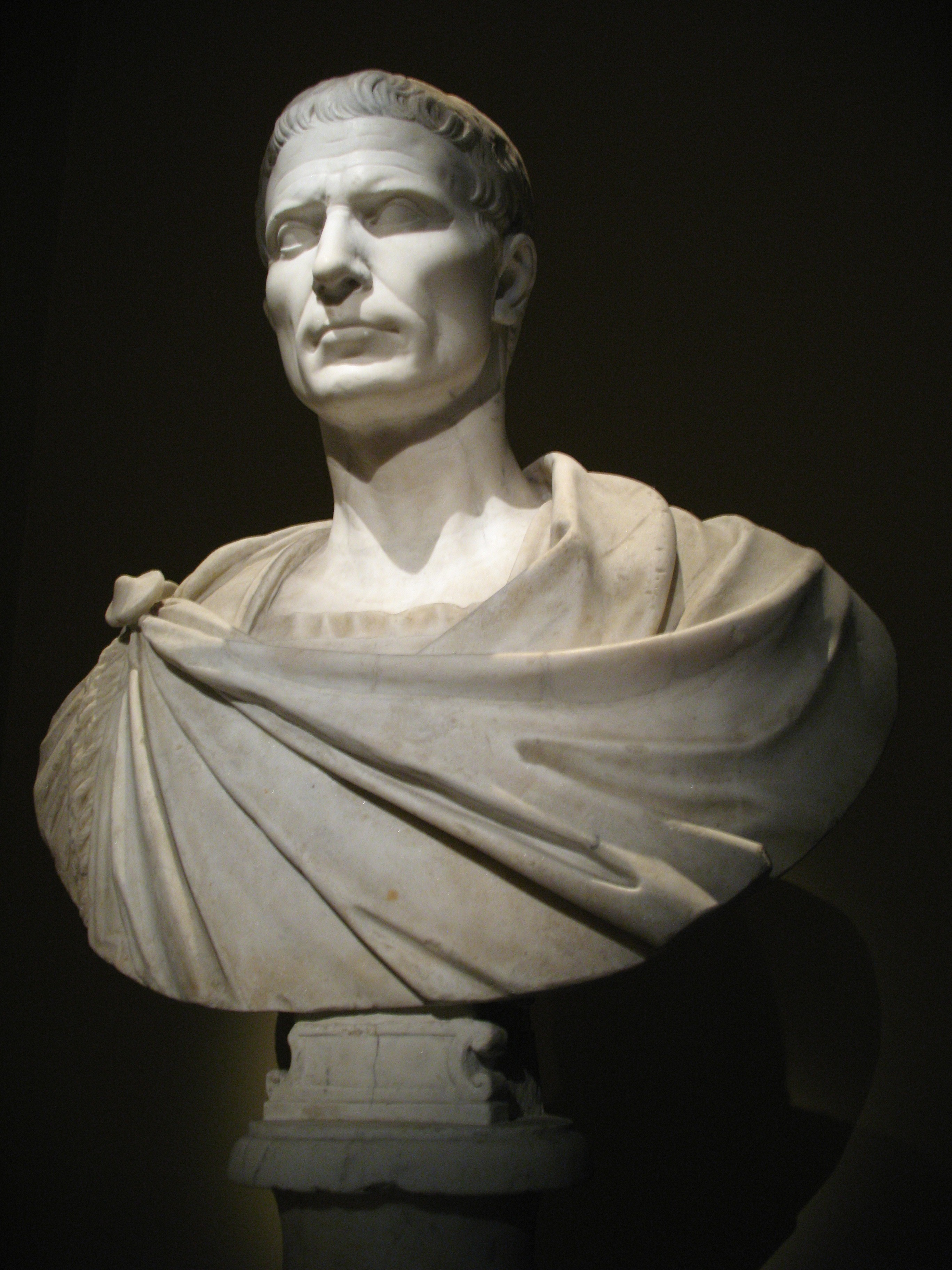
Buste de Jules César

César (parfois orthographié Cesar) est un prénom masculin de provenance latine. Il peut tirer son origine du cognomen Caesar. Ce dernier remonterait à l'ancêtre du fameux Jules César, Lucius qui aurait abattu un éléphant durant la première guerre punique (éléphant se disant caesar en punique selon Jules César lui-même).

Le prénom, qui devient titre impérial dans la Rome antique puis prénom au début de l'ère chrétienne, sera plus tard dérivé en tsar, kaiser, etc. Il est interdit par l'Église catholique au VIIe siècle car considéré comme païen.
Ce n'est qu'à la Renaissance que le prénom réapparait, d'abord en Italie avant de se diffuser dans d'autres pays. Le prénom est ainsi donné durant le XVIIIe siècle aux esclaves noirs des États-Unis afin de les tourner en dérision.
César est également un prénom révolutionnaire, souvent attribué sous la Terreur.

## Saint
On fête la Saint César le 15 avril.